# 萊萊塞鄉
45°44′N 22°42′E / 45.733°N 22.700°E
萊萊塞鄉（羅馬尼亞語：Comuna Lelese, Hunedoara），是羅馬尼亞的鄉份，位於該國西部，由胡內多阿拉縣負責管轄，面積76平方公里，海拔高度750米，2007年人口427，人口密度每平方公里6人。